# Eurytoma cebennica
Eurytoma cebennica är en stekelart som beskrevs av Graham 1984. Eurytoma cebennica ingår i släktet Eurytoma och familjen kragglanssteklar.
Artens utbredningsområde är:
- Bulgarien.
- Frankrike.

Inga underarter finns listade i Catalogue of Life.